# Tango in the Night
Tango in the Night es el décimo cuarto álbum de estudio de la banda británica de rock Fleetwood Mac, publicado en 1987 por Warner Bros. Records. Es el último disco con el vocalista y guitarrista Lindsey Buckingham, ya que antes de iniciar la gira promocional se retiró de la agrupación. Además, es su segundo trabajo de estudio más vendido luego de Rumours de 1977, cuyas ventas se calculan por sobre los 15 millones de copias en todo el mundo.

## Antecedentes
Tras cinco años de ausencia musical, en los cuales sus integrantes vivieron difíciles momentos personales; Buckingham inició la grabación de un nuevo proyecto personal junto al productor Richard Dashut. Finalmente dicho proyecto fue extendido para sus compañeros, dando inicio a la grabación y producción del décimo cuarto álbum de estudio. Basado en los sonidos que comandaban las estaciones radiales por aquel tiempo, Fleetwood Mac adoptó el pop rock e incluso toques del new wave, además de su característico rock y soft rock.
Tras cuatro meses de arduo trabajo, Tango in the Night vio la luz con un éxito contundente en los mercados mundiales. Sin embargo y antes de embarcarse en la gira promocional, Buckingham se retiró por decisión propia aludiendo que no sentía la creatividad y entusiasmo de antes, por ello renunció en agosto del mismo año. Para reemplazarlo fueron contratados los músicos Billy Burnette y Rick Vitto, en la guitarra rítmica y en la guitarra líder respectivamente.

## Recepción comercial
Tras su salida al mercado, Tango in the Night llegó a ser un gran éxito comercial en los principales mercados mundiales. En los Estados Unidos llegó hasta la séptima posición en los Billboard 200 y hasta la fecha ha vendido más de 3 millones de copias en ese país, equivalente a triple disco de platino. Por otro lado en el Reino Unido, se ubicó en el primer lugar de los UK Albums Chart y permaneció en mencionada lista durante 114 semanas. Además, fue certificado con ocho discos de platino por la British Phonographic Industry, luego de superar los 2,4 millones copias vendidas. De igual manera llegó a entrar en los top 10 en Alemania, Australia, Nueva Zelanda, Noruega, Países Bajos y Suiza, y al igual que en la lista inglesa obtuvo el primer puesto en Suecia.
Para promocionarlo fueron lanzados siete canciones como sencillos entre 1987 y 1988, siendo «Seven Wonders», «Little Lies», «Everywhere» y «Big Love» los más exitosos en las listas musicales.

## Lista de canciones
| N.º | Título                        | Escritor(es)               | Duración |  |
| 1.  | «Big Love»                    | Buckingham                 | 3:37     |  |
| 2.  | «Seven Wonders»               | Nicks, Sandy Stewart       | 3:38     |  |
| 3.  | «Everywhere»                  | C. McVie                   | 3:41     |  |
| 4.  | «Caroline»                    | Buckingham                 | 3:50     |  |
| 5.  | «Tango in the Night»          | Buckingham                 | 3:56     |  |
| 6.  | «Mystified»                   | Buckingham, C. McVie       | 4:08     |  |
| 7.  | «Little Lies»                 | C. McVie, Eddy Quintela    | 3:38     |  |
| 8.  | «Family Man»                  | Buckingham, Richard Dashut | 4:01     |  |
| 9.  | «Welcome to the Room... Sara» | Nicks                      | 3:37     |  |
| 10. | «Isn't it Midnight»           | Buckingham, C. McVie       | 4:06     |  |
| 11. | «When I See You Again»        | Nicks                      | 3:47     |  |
| 12. | «You and I, Part II»          | Buckingham, C. McVie       | 2:40     |  |

## Músicos
- Lindsey Buckingham: voz principal y coros, guitarras, sampler y caja de ritmos.
- Stevie Nicks: voz principal y coros, maracas.
- Christine McVie: voz principal y coros, sintetizadores.
- John McVie: bajos.
- Mick Fleetwood: batería.